# Model dorpacki
Model dorpacki – trzystopniowa forma organizacyjna korporacji akademickiej, przyjęta m.in. w K! Polonia, K! Jagiellonia i K! Varsovia.
Pierwszym, najniższym jest stopień fuksa, drugim barwiarz z ograniczonymi uprawnieniami, a pełnoprawny członek nosi tytuł rycerza lub komilitona.
Inną formą organizacji korporacji akademickich jest tzw. model ryski, gdzie podział członków czynnych jest dwustopniowy, na fuksów i bnarwiarzy.